# Liatongus ancorifer
Liatongus ancorifer är en skalbaggsart som beskrevs av Kral och Rejsek 1999. Liatongus ancorifer ingår i släktet Liatongus och familjen bladhorningar. Inga underarter finns listade i Catalogue of Life.